# Brompton (Scarborough)
Pour les articles homonymes, voir Brompton (homonymie).
Brompton est une paroisse civile du Yorkshire du Nord, en Angleterre.